# Augusto D'Halmar
Augusto D'Halmar (Valparaíso, 23 de abril de 1882 — Santiago do Chile, 27 de janeiro de 1950) foi um romancista, contista, poeta e ensaísta chileno.

## Prêmios
Augusto D'Halmar ganhou o Prêmio Nacional de Literatura do Chile em 1942.